# Ancistrostylis harmandii
Ancistrostylis harmandii là một loài thực vật có hoa trong họ Huyền sâm. Loài này được (Bonati) T.Yamaz. mô tả khoa học đầu tiên năm 1980.